# جوریاکو
جوریاکو (به ژاپنی: 承暦 Jōryaku) نام یک عصر تاریخی ژاپنی (نِنگُو) بود. این عصر بعد از جوهو و قبل از ایهو (دوره) قرار داشت و از نوامبر ۱۰۷۷ تا فوریه ۱۰۸۱ میلادی به طول انجامید. در طی این عصر امپراتور شیراکاوا، امپراتور ژاپن بود.